# Pieterfaurea sinuosa
Pieterfaurea sinuosa är en korallart som beskrevs av Williams 2000. Pieterfaurea sinuosa ingår i släktet Pieterfaurea och familjen Nidaliidae. Inga underarter finns listade i Catalogue of Life.